# مدينة الأمير عبد الله بن مساعد الرياضية
مدينة الأمير عبدالله بن مساعد الرياضية هي إحدى المدن الرياضية السعودية تقع في مدينة عرعر. حيث تضم المدينة الرياضية التي افتتحت في 1981م ملعبًا لكرة القدم يتسع لحوالي 6,000 متفرجً إضافةً إلى ملاعب خارجيةً وصالة ألعاب رياضية. وعدد من مرافق الرياضات الأخرى .